# Гнездычненский сельский совет
Гнездычненский сельский совет (укр. Гніздичненська сільська рада) — входит в состав
Збаражского района
Тернопольской области
Украины.
Административный центр сельского совета находится в 
с. Гнездычно.

## История
- 1940 — дата образования.

## Населённые пункты совета
- с. Гнездычно
- с. Хомы
- с. Чесновский Раковец